# Rumunki Nadroskie
Rumunki Nadroskie (dawn. Nadróż-Rumunki) – część wsi Nadróż w Polsce, położona w województwie kujawsko-pomorskim, w powiecie rypińskim, w gminie Rogowo.
Dawniej samodzielna wieś i gromada w gminie Rogowo.
W latach 1975–1998 miejscowość administracyjnie należała do województwa włocławskiego.